# Vlag van Brasschaat
De vlag van Brasschaat werd door de gemeenteraad op 31 mei 1979 officieel vastgesteld als de officiële gemeentelijke vlag van de Antwerpse gemeente Brasschaat. Op 12 oktober 1979 werd hij door het koninklijk besluit bevestigd en uiteindelijk gepubliceerd op 1 november 1979 in het officiële Belgisch Staatsblad.
Officieel wordt de vlag beschreven als:
Drie banen van rood, van wit en van rood, hoogte der verhoudingen 1, 3, 1 met op de witte baan het gemeentewapen.
De vlag is ontworpen naar het model van de vlag van Antwerpen. De kleuren rood en wit zijn de officiële kleuren van de gemeente. De vlag, in de vorm van alleen het schild, komt eveneens terug op het wapen van Brasschaat.

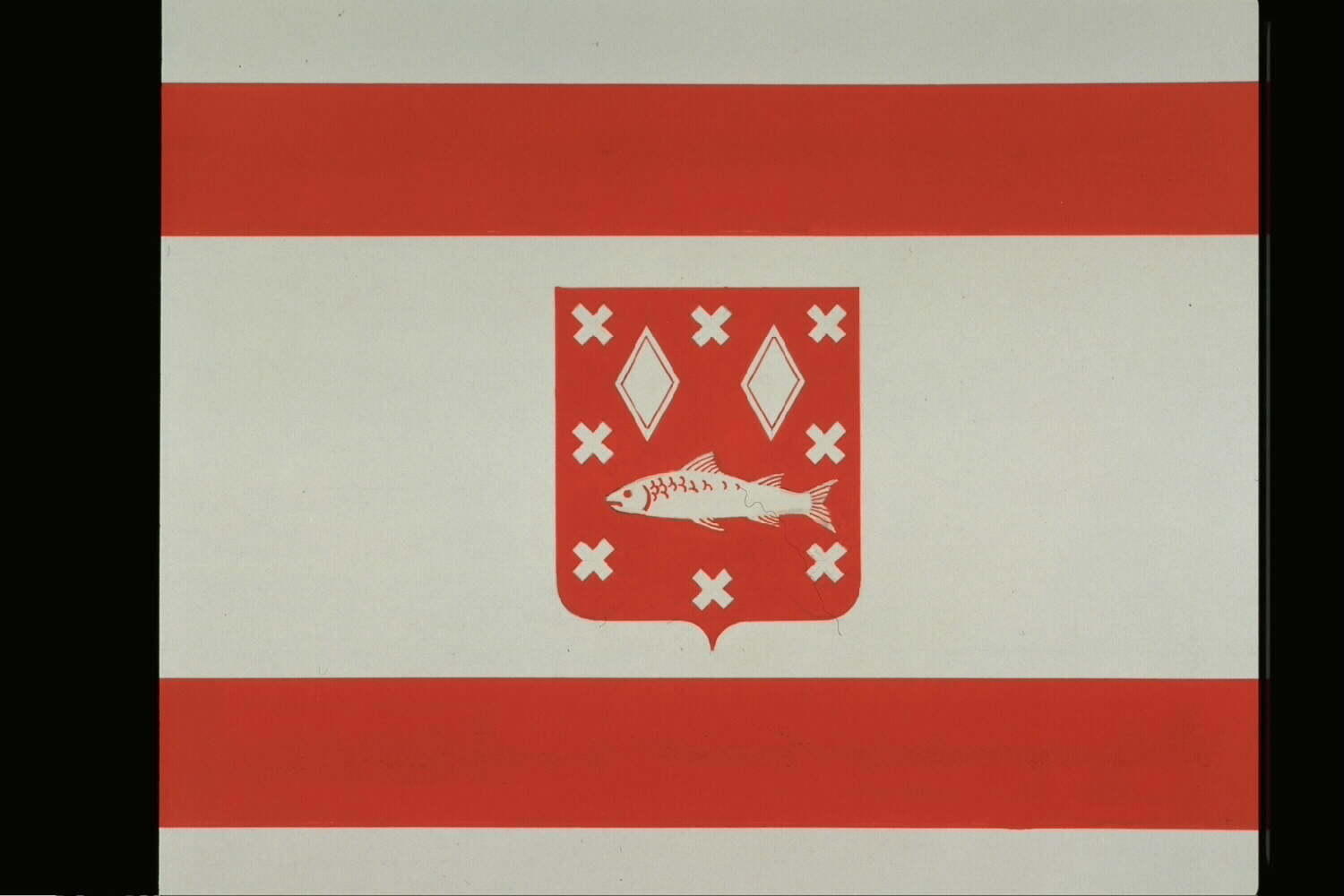
Officiële tekening van de vlag
Vlag van Antwerpen (stad)

## Eerdere vlag
Brasschaat gebruikte een vlag met twee verticale banen van blauw en van geel als onofficiële kleuren.  Aanvankelijk waren de Brasschaatse kleuren blauw en geel. Maar ze waren nooit officieel erkend. Het waren de kleuren van de belangrijkste familie: de Baillet. Deze kleuren bleven geruime tijd de stadskleuren, ze zijn echter nooit officieel vastgesteld.

Voorgaande vlag (tot 1979)